# Shawn Rowe
Shawn Rowe (* 7. Dezember 1992) ist ein jamaikanischer Leichtathlet, der sich auf den 400-Meter-Hürdenlauf spezialisiert hat.

## Sportliche Laufbahn
Shawn Rowe sammelte 2012 erste Wettkampferfahrung im 400-Meter-Hürdenlauf gegen die nationale Konkurrenz. 2013 zog er in die Vereinigten Staaten, wo er an der St. Augustine’s University im Bundesstaat North Carolina ein Studium im Fach Strafrecht aufnahm. Für die Universität bestritt er erfolgreich Wettkämpfe auf der Collegeebene. In seinem ersten Jahr in North Carolina gewann er die Silbermedaille bei den Juniorenmeisterschaften der National Collegiate Athletic Association. Es folgten eine Reihe weiterer Titel bei den Erwachsenen. 2016 blieb er im Mai zum ersten Mal unter der Marke von 50 Sekunden und verbesserte sich auf 49,93 s. Anfang Juli belegte er den sechsten Platz bei den Jamaikanischen Meisterschaften. 2018 wurde er mit Bestzeit von 49,04 s jamaikanischer Vizemeister. Im Juli trat er bei den Zentralamerika- und Karibikspielen in Kolumbien an und verpasste im Finale als Vierter nur knapp die Medaillenränge. Nur wenige Wochen später nahm er in Toronto an den Meisterschaften Nordamerikas teil und belegte erneut den vierten Platz.
Ende Juni 2021 nahm Rowe das nächste Mal an den Jamaikanischen Meisterschaften teil. Mit einer Zeit von 49,60 s gewann er seine zweite Silbermedaille und sicherte sich damit zudem das Ticket für die Olympischen Sommerspiele in Tokio. Bei den Spielen zog er in das Halbfinale ein. Darin steigerte er seine persönliche Bestzeit auf 48,83 s, schied damit dennoch als Sechster seines Laufes aus. 2022 nahm er in den USA an seinen ersten Weltmeisterschaften teil. Er erreichte das Halbfinale, schied darin allerdings als Achter seines Laufes aus.

## Wichtige Wettbewerbe
| Jahr                | Veranstaltung                     | Ort                 | Platz               | Disziplin           | Zeit                |
| Startet für Jamaika | Startet für Jamaika               | Startet für Jamaika | Startet für Jamaika | Startet für Jamaika | Startet für Jamaika |
| ------------------- | --------------------------------- | ------------------- | ------------------- | ------------------- | ------------------- |
| 2018                | Zentralamerika- und Karibikspiele | Barranquilla        | 4.                  | 400 m Hürden        | 49,30 s             |
| 2018                | Nordamerikameisterschaften        | Toronto             | 4.                  | 400 m Hürden        | 49,40 s             |
| 2021                | Olympische Sommerspiele           | Tokio               | 13.                 | 400 m Hürden        | 48,83 s             |
| 2022                | Weltmeisterschaften               | Eugene              | 18.                 | 400 m Hürden        | 49,80 s             |

## Persönliche Bestleistungen
Freiluft
- 400 m: 47,18 s, 28. März 2019, Gainesville
- 400 m Hürden: 48,83 s, 1. August 2021, Tokio

Halle
- 400 m: 48,17 s, 13. Februar 2017, Lynchburg

## Sonstiges
2020 veröffentlichte Rowe ein Buch mit dem Titel Hurdling My Barriers: When Life Gets in the Way.